# Psycholoog
Een psycholoog of psychologe is een professioneel deskundige in de psychologie; de wetenschap die zich bezighoudt met het innerlijk leven (denken, voelen en streven) en het gedrag van de mens.
Er zijn heel wat verschillende ondercategorieën van psychologen. Zo kunnen psychologen werkzaam zijn in de geestelijke gezondheidszorg (in België worden deze klinisch psychologen genoemd). Deze psychologen kunnen zich specialiseren in kinderen en jeugd of in de volwassenenproblematiek. Dergelijke psychologen handelen curatief. Maar psychologen kunnen ook preventief actief zijn; denk hierbij aan gezondheidspsychologen die bijvoorbeeld preventieprogramma's ontwikkelen en uitvoeren om de (psychische) gezondheid te bevorderen. Daarnaast kunnen psychologen werkzaam zijn binnen de arbeids- en organisatiepsychologie; veelal werkzaam binnen bedrijven of assessmentcentra. Dergelijke psychologen houden zich bezig met werving en selectie van medewerkers, het geven van trainingen en het coachen/begeleiden van werknemers (bijvoorbeeld in het kader van ziekteverzuim of burn-out). Verder kunnen psychologen werkzaam zijn als schoolpsycholoog. Een dergelijke psycholoog begeleidt individueel of groepsgewijs leerlingen/studenten, ouders/voogden en docenten. Een schoolpsycholoog mag overigens niet worden verward met een onderwijspsycholoog, die voornamelijk onderzoek doet naar (het verbeteren van) onderwijssystemen. Veel psychologen zijn ook actief in de academische sector; als docent of als onderzoeker. Daarnaast zijn psychologen onder meer werkzaam in de forensische sector, in de reclamesector, enzovoort.
Psychologen kunnen zich binnen de geestelijke gezondheidszorg (ggz) specialiseren zoals artsen zich kunnen specialiseren tot medisch specialist. In Nederland heten deze gespecialiseerde psychologen 'GZ-(GezondheidsZorg)psycholoog' (niet te verwarren met de eerder genoemde gezondheidspsycholoog), 'psychotherapeut', 'klinisch psycholoog' en 'klinisch neuropsycholoog'. Dergelijke psychologen zijn ingeschreven in het BIG-register dat door de Nederlandse overheid wordt bijgehouden. In België is er, ondanks een aantal wetsvoorstellen in die richting, nog geen formele erkenning voor dergelijke specialisaties van psychologen. Een Nederlandse BIG-geregistreerde klinisch psycholoog (een specialist met in totaal 10 jaar studie) in daarmee niet hetzelfde als een klinisch psycholoog in België (wat daar betekent dat de psycholoog is afgestudeerd met een universitaire Master in de Klinische Psychologie OF de psycholoog in bezit is van een niet-klinisch universitair diploma psychologie, uitgereikt vóór 01/09/2016 met minstens 3 jaar werkervaring in de klinische psychologie).
Psychologen en orthopedagogen, werkzaam als schoolpsycholoog, kunnen zich ook specialiseren; er bestaat een tweejarige postdoctorale opleiding tot schoolpsycholoog. 

## Verschillen tussen klinisch psychologen en psychiaters
Voor veel mensen lijken klinisch psychologen bijna hetzelfde als psychiaters. Niet verwonderlijk, want zowel de psychiater als de klinisch psycholoog zijn gespecialiseerd in diagnostiek en behandeling van zware en complexe (vaak meervoudige) psychiatrische stoornissen en psychologische problematiek. Toch zijn er belangrijke verschillen.
Een verschil is dat een klinisch psycholoog een gedragsdeskundige is en dat de psychiater een arts is. Die laatste is dus opgeleid om lichamelijke ziekteprocessen vast te stellen en te behandelen. Een psychiater heeft zich na zijn artsenopleiding vier en een half jaar gespecialiseerd in de geestesziekten.
Een klinisch psycholoog heeft als vooropleiding een universitaire master-opleiding psychologie. De klinisch psycholoog heeft zich daarna ten minste zes jaar gespecialiseerd in psychiatrische stoornissen en zware meervoudige psychische problematiek (twee jaar postdoctorale opleiding tot gz-psycholoog en vier jaar postdoctorale opleiding tot klinisch psycholoog).
Omdat een psychiater een arts is, mag alleen hij/zij medicatie (lees psychofarmaca) voorschrijven. Een klinisch psycholoog is meer gespecialiseerd in gesprekstherapeutische behandeling van complexe problematiek. Zowel het beroep van 'psychiater' als dat van 'klinisch psycholoog' zijn 'artikel 14'-beroepen in de wet BIG; het artikel voor (medisch) specialisten.
Het verschil tussen een psychiater en een klinisch psycholoog zit dus vooral, door de opleidingsachtergronden, in de inhoudelijke focus van beide beroepen. Een psychiater is over het algemeen opgeleid in 'psychische aandoeningen', het gedrag dat daaruit voortvloeit en hoe dit via een (medische) behandeling (vaak met psychofarmaca) verbeterd kan worden. Een klinisch psycholoog is weliswaar ook opgeleid in de diagnostiek en behandeling van psychische stoornissen. Maar vanuit zijn/haar opleiding oriënteert hij/zij zich breder en dieper op de onderliggende denk/voel/beleef/hersen-processen (hoe deze tot stand zijn gekomen en wat hen in stand houdt), op het gedrag dat daaruit voortvloeit en hoe -op basis van deze analyse- de problematiek kan worden verbeterd.
Een klinisch psycholoog is evenals de psychiater bevoegd om psychotherapie aan te bieden en beiden behandelen ze zware en complexe gedrags- en persoonlijkheidsproblemen. Ze kunnen zowel in de eerstelijns als tweedelijns GGZ werkzaam zijn, maar vaak werken ze in de tweedelijns GGZ. Dat komt doordat de eerstelijns GGZ zich concentreert op de behandeling van lichte tot matig ernstige enkelvoudige problematiek; deze behandelingen zijn meestal kortdurend (maximaal zo'n 12 sessies) en worden ze voornamelijk uitgevoerd door GZ-psychologen of eerstelijnspsychologen. In de tweedelijns GGZ wordt zwaar ernstige en meervoudige problematiek behandeld; uitgevoerd door (en/of onder regie van) GGZ-specialisten zoals een psychotherapeut, klinisch psycholoog of psychiater.

## Status in België
In België is de titel 'psycholoog' beschermd sinds de wet van 8 november 1993. Iemand mag zich alleen psycholoog noemen als hij/zij een academische studie in de psychologie heeft afgerond én daarna de erkenning heeft aangevraagd (en verkregen) bij de Psychologencommissie. De Psychologencommissie is de Belgische overheidsinstantie die de titel van psycholoog reguleert via een erkenningsprocedure.
Sinds 1 september 2016 is in België de wetgeving rond de erkenning van de geestelijke gezondheidsberoepen (BS 20-05-2014) van kracht geworden en is de titel van Klinisch Psycholoog alsook Psychotherapeut erkend. Hierdoor zijn er naast het hebben van een universitaire masteropleiding in de klinische psychologie ook nog andere voorwaarden, zoals het volgen van stage onder supervisie.

## Status in Nederland
In Nederland is de titel 'psycholoog' niet beschermd. Dat was tot 1993 nog wel het geval. Als een psycholoog een opleiding heeft gevolgd tot psycholoog, dan heeft deze in de Nederlandse situatie een bachelorgraad op hbo-niveau of een mastergraad op academisch niveau.
Het verschil tussen een hbo-psycholoog (ook wel toegepast psycholoog genoemd) en een wo-psycholoog, is dat de laatste is opgeleid tot wetenschapper. Dit betekent in de eerste plaats dat hij/zij veel theoretische kennis heeft en vaardig is in het uitvoeren van onderzoek. Verder betekent dit dat hij/zij wetenschappelijke inzichten op waarde kan schatten en op een juiste manier kan interpreteren. Een wo-psycholoog heeft meer wetenschappelijke (theoretische) bagage dan een hbo-psycholoog. Een hbo-psycholoog heeft meer ervaring in de praktijk opgedaan.
Een hbo-psycholoog wordt door het Nederlands Instituut van Psychologen (NIP) niet erkend als psycholoog; alleen wo-psychologen kunnen lid worden van deze beroepsorganisatie. Verder heeft het NIP de classificatie "Psycholoog NIP" ingesteld. Dit houdt in dat psychologen met een afgeronde universitaire opleiding tot "master in de psychologie", aangevuld met aantoonbaar één jaar praktijkervaring, zich "Psycholoog NIP" mogen noemen.
Vanwege het weigeren van lidmaatschap van hbo-psychologen door de NIP, hebben deze toegepast psychologen hun eigen beroepsvereniging opgezet.

## Opleidingen
Er bestaat een Nederlandstalige opleiding tot "master in de psychologie" aan de universiteiten van Amsterdam (Universiteit van Amsterdam en Vrije Universiteit), Brussel, Gent, Groningen, Leiden, Leuven, Maastricht, Nijmegen, Rotterdam, Tilburg, Twente en Utrecht. De Open Universiteit biedt de opleiding aan in de vorm van universitair afstandsonderwijs.
Voor iemand die de masteropleiding mag volgen, moet hij een daartoe voorbereidende bacheloropleiding gevolgd hebben. Dit kan ofwel een universitaire bacheloropleiding zijn (voor de meesten in de psychologie, maar er zijn ook een paar uitzonderingen mogelijk), ofwel een niet-universitaire bacheloropleiding Toegepaste psychologie aan een hogeschool aangevuld met een schakelprogramma dat de overgang mogelijk maakt van een hogeschool naar een universiteit. Dit laatste kan onder meer in Amsterdam, Antwerpen, Brugge, Eindhoven, Kortrijk en Leiden.
De universitaire bacheloropleidingen psychologie duren in Nederland én in Vlaanderen drie jaar.
De universitaire masteropleidingen psychologie duren in Nederland één jaar óf twee jaar, tegenover twee jaar in Vlaanderen (net als in de meeste andere Europese landen).
De niet-universitaire bacheloropleidingen Toegepaste psychologie aan een hogeschool duren in Nederland vier jaar en in Vlaanderen drie jaar.